# Chiến dịch Bình Tân

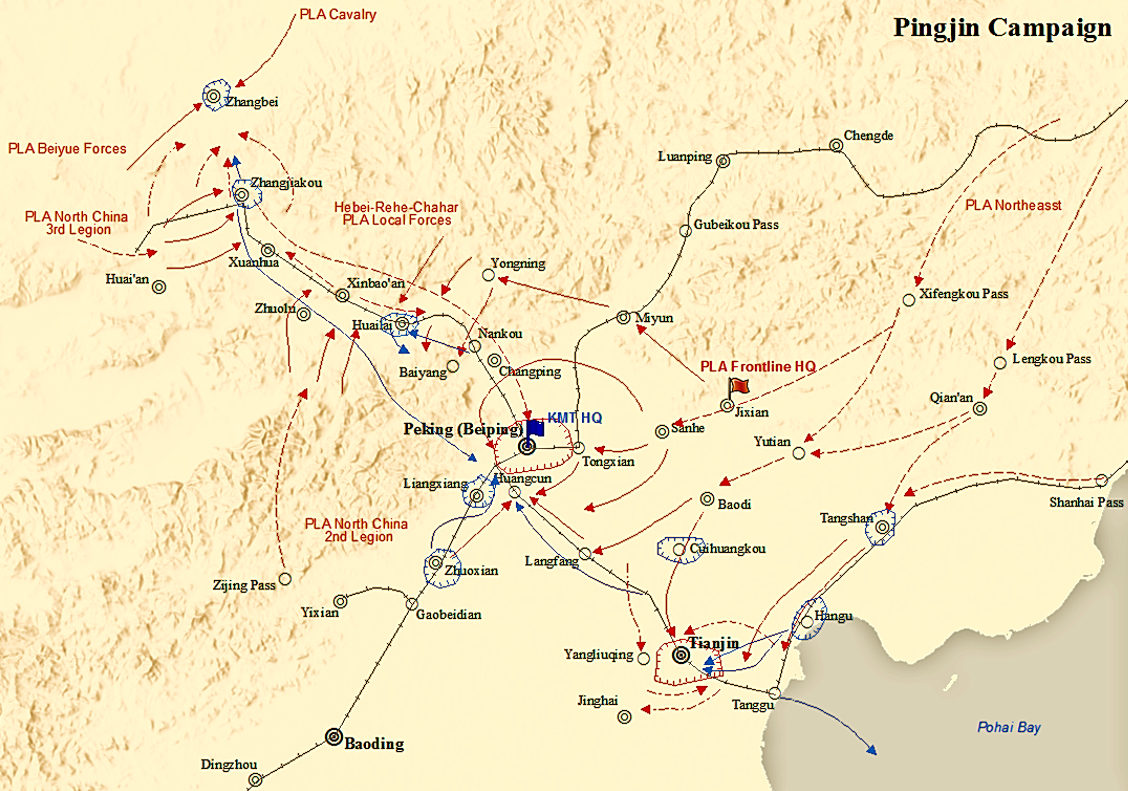
Chiến dịch Bình Tân

Chiến dịch Bình Tân (giản thể: 平津战役; phồn thể: 平津戰役; bính âm: Píngjīn Zhànyì), còn được gọi Trận chiến Bình Tân, một trong ba chiến dịch lớn phát động bởi Giải phóng quân Nhân dân Trung Quốc trong thời kỳ cuối Nội chiến Trung Quốc chống lại Chính phủ Quốc dân. Chiến dịch bắt đầu vào ngày 29 tháng 11 năm 1948 và kết thúc vào ngày 31 tháng 1 năm 1949, kéo dài tổng cộng 64 ngày. Chiến dịch đánh dấu sự chấm dứt của sự thống trị của Quốc Dân đảng tại khu vực đồng bằng Hoa Bắc. Tên gọi Bình Tân dựa theo tên của thành phố Bắc Bình (nay là Bắc Kinh) và Thiên Tân.

## Bối cảnh
Vào mùa đông năm 1948, cán cân quyền lực ở miền Bắc Trung Quốc đã thay đổi theo hướng có lợi cho Quân đội Giải phóng Nhân dân. Quân dã chiến thứ 4 quân Giải phóng Nhân dân Trung Quốc lãnh đạo bởi Lâm Bưu và La Vinh Hoàn tiến vào khu vực Hoa Bắc sau khi Chiến dịch Liêu Thẩm kết thúc, Phó Tác Nghĩa và chính phủ Quốc Dân ở Nam Kinh đã quyết định rút khỏi Thừa Đức, Bảo Định, Sơn Hải quan và Tần Hoàng Đảo và đưa lực lượng về Bắc Bình, Thiên Tân và Trương Gia Khẩu với mục đích củng cố phóng thủ tại các thành phố này. Quốc Dân hy vọng giữ được lực lượng và tăng cường tại Từ Châu nơi một chiến dịch chính khác đang được tiến hành, hoặc như một lựa chọn có thể rút quân về Tuy Viễn gần đó nếu cần thiết.

## Chuẩn bị
Để chuẩn bị cho chiến dịch, Giải phóng quân Nhân dân Trung Quốc đã ngừng bước tiến của Quân dã chiến thứ nhất tiến về Thái Nguyên. Cuộc tấn công Hohhot cũng được tạm ngừng khi Quân dã chiến thứ ba được triển khai từ Tập Ninh tiến về Bắc Bình.

## Chiến dịch

### Trương Gia Khẩu

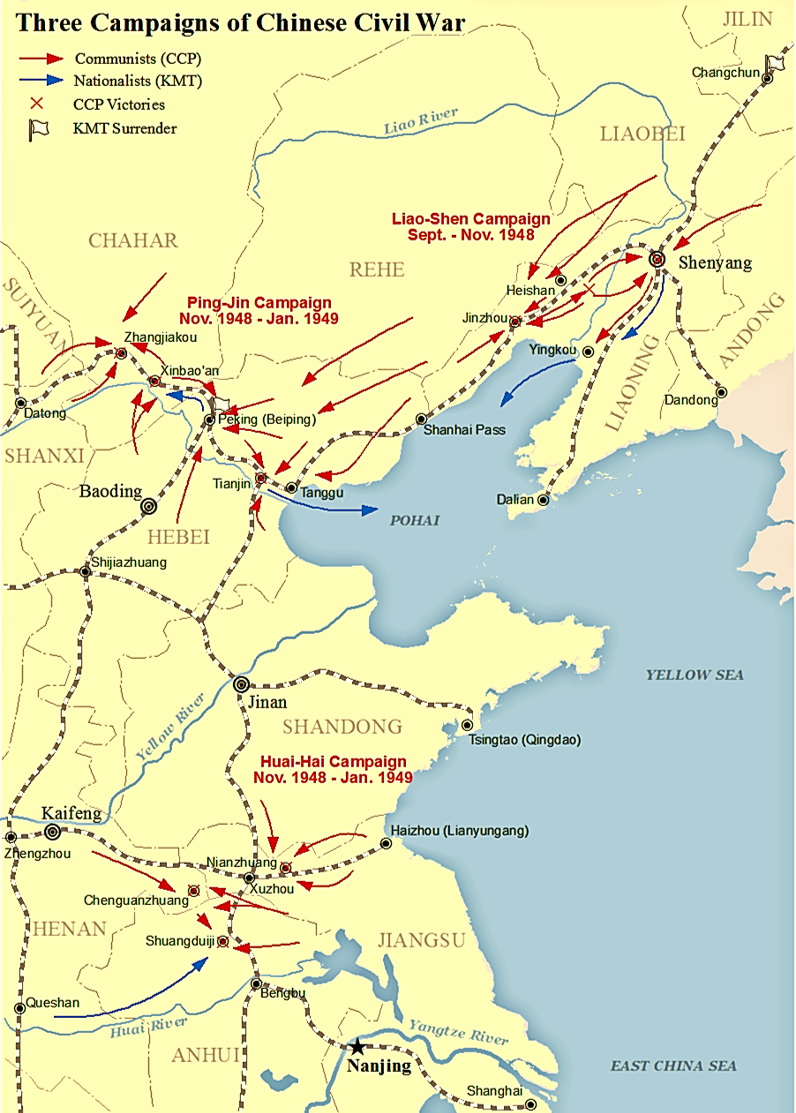
Chiến dịch Bình Tân trong Tam đại chiến dịch của cuộc Nội chiến

Ngày 29/11/1948, Quân đội Giải phóng Nhân dân đã phát động một cuộc tấn công vào Trương Gia Khẩu. Ngay lập tức, Phó Tác Nghĩa ra lệnh cho quân đội thứ 35 Quốc Dân quân ở Bắc Bình và quân đội thứ 104 Quốc Dân quân ở Hoài Lai tới củng cố cho Trương Gia Khẩu. Ngày 2/12, Quân dã chiến thứ hai Giải phóng quân tiếp cận Trác Lộc. Quân dã chiến thứ tư Giải phóng quân chiếm Mật Vân ngày 5/12 và tiến về Hoài Lai. Trong khi đó, Quân dã chiến thứ hai Giải phóng quân tiến về phía nam Trác Lộc. Khi Bắc Bình có nguy cơ bị bao vây, Phó Tác Nghĩa lại triệu tập quân đội thứ 35 Quốc Dân quân và quân đội thứ 104 Quốc Dân quân từ Trương Gia Khẩu rút về và hỗ trợ phòng thủ cho Bắc Bình trước khi bị "bao vây và tiêu diệt" bởi Giải phóng quân.

### Tân Bảo An
Khi rút về từ Trương Gia Khẩu, quân đội thứ 35 Quốc Dân quân cảm thấy bị bao vây bởi lực lượng Cộng sản tại Tân Bảo An. Quân tiếp viện Quốc Dân từ Bắc Bình bị Cộng sản chặn lại không cho tiếp cận thành phố. Khi tình hình xấu đi, Phó Tác Nghĩa đã cố gắng đàm phán bí mật với lực lượng Cộng sản ngày 14/12, bị Cộng sản từ chối ngày 19/12. Giải phóng quân phát động tấn công thành phố ngày 21/12 và chiếm được vào ngày hôm sau. Tư lệnh quân đội thứ 35 Quốc Dân quân Quách Cảnh Vân đã tự sát khi lực lượng Cộng sản tiến vào thành phố, lực lượng Quốc quân còn lại đã bị tiêu diệt khi họ cố gắng rút lui về Trương Gia Khẩu.

### Thiên Tân
Sau khi chiếm được cả Trương Gia Khẩu và Tân Bảo An, Giải phóng quân bắt đầu tập trung quân đội quanh khu vực Thiên Tân bắt đầu vào ngày 2 tháng 1 năm 1949. Ngay sau khi kết thúc chiến dịch Hoài Hải ở phía nam, Giải phóng quân phát động tấn công Thiên Tân ngày 14/1. Sau 29 giờ chiến đấu, quân đội thứ 62 và quân đội thứ 86 Quốc Dân quân và tổng 130,000 lính trong 10 sư đoàn đã bị tiêu diệt và bắt giữ, bao gồm Tư lệnh Trần Trưởng Tiệp. Các lực lượng còn lại từ quân đội thứ 17 và quân đội thứ 87 Quốc Dân quân rút về phía nam thông qua đường biển ngày 17/1.

## Bắc Bình thất thủ
Sau khi Thiên Tân bị Cộng sản chiếm đóng, lực lượng Quốc quân ở Bắc Bình bị bao vây. Phó Tác Nghĩa đã đi đến quyết định đàm phán dàn xếp hòa bình vào ngày 21 tháng 1. Trong vài tuần sau, 260,000 quân đội Quốc dân bắt đầu rời khỏi thành phố dự đoán sự đầu hàng ngay lập tức. Ngày 31/1, quân dã chiến thứ 4 Giải phóng quân tiến vào Bắc Bình đánh dấu kết thúc chiến dịch.